# استیون تیکو
استیون تیکو (انگلیسی: Steven Thicot؛ زادهٔ ۱۴ فوریهٔ ۱۹۸۷) بازیکن فوتبال اهل فرانسه است.
از باشگاه‌هایی که در آن بازی کرده‌است می‌توان به باشگاه فوتبال ناوال، باشگاه فوتبال دینامو بخارست، باشگاه فوتبال توندلا، باشگاه فوتبال هیبرنین، باشگاه فوتبال نانت، باشگاه فوتبال بلننسس، و باشگاه فوتبال سدان اشاره کرد.
وی همچنین در تیم ملی فوتبال فرانسه بازی کرده‌است.